# June Barrow-Green

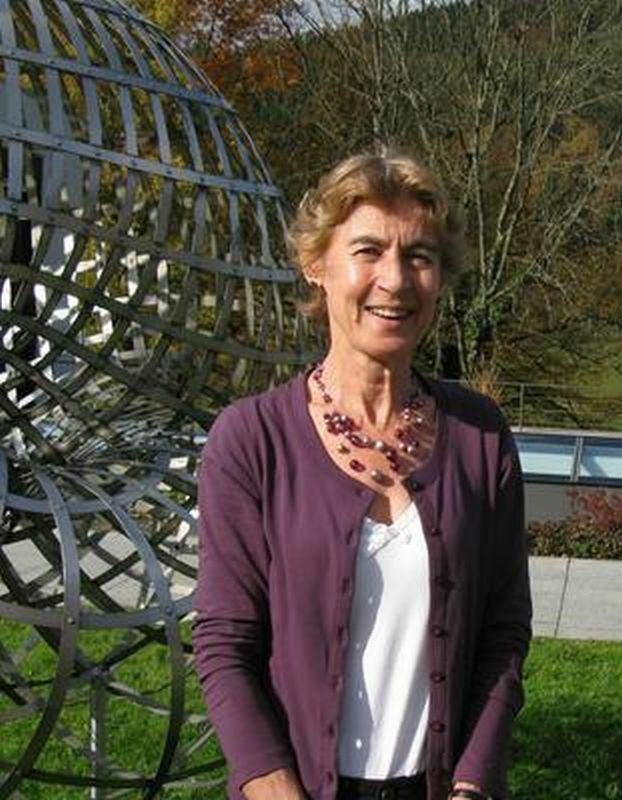
June Barrow-Green, Oberwolfach 2011

June Barrow-Green (* 3. Juni 1953) ist eine britische Mathematikhistorikerin.
Sie studierte am King’s College London und ab 1989 an der Open University, wo sie 1993 bei Jeremy Gray promoviert wurde. Zurzeit ist sie dort Lecturer in Mathematikgeschichte.
Barrow-Green beschäftigt sich mit der Mathematik des 19. und 20. Jahrhunderts besonders in Frankreich, England und den USA. Bekannt wurde sie für Arbeiten über Henri Poincaré und dessen fundamentale Arbeiten über Dynamische Systeme und Himmelsmechanik, in der auch Anfänge der Chaostheorie zu finden sind. Sie entdeckte, dass Poincaré in der für den Preis des schwedisch-norwegischen Königs Oskar II eingereichten Arbeit einen schweren Fehler beging, den er dann in der veröffentlichten Arbeit zum Dreikörperproblem (Acta Mathematica 1890) korrigierte und dabei seine für die spätere Chaostheorie wesentliche Entdeckung homokliner Orbits machte.
Sie ist Mitherausgeberin von Historia Mathematica und in der International Commission for the History of Science. Sie arbeitet an einer Datenbank über britische Mathematiker der Zeit von 1860 bis 1940 (als Buch Biographical Dictionary of Victorian Scientists).
2022 war sie eingeladene Sprecherin auf dem Internationalen Mathematikerkongress (George Birkhoff's forgotten manuscript and his programme for dynamics).

## Schriften
- Poincaré and the Three Body Problem (= History of Mathematics. Band 11). American Mathematical Society u. a., Providence RI 1997, ISBN 0-8218-0367-0 (entstand aus ihrer Dissertation, Review von Gottlieb, pdf).
- Poincaré and the discovery of chaos. Icon Books, Cambridge 2005, ISBN 1-84046-288-4.
- als Herausgeber mit Timothy Gowers, Imre Leader: Princeton companion to mathematics. Princeton University Press, Princeton NJ u. a. 2008, ISBN 978-0-691-11880-2.
- mit Jeremy Gray, Robin Wilson: The History of Mathematics. A Source-Based Approach (= AMS/MAA Textbooks. Band 45 und 61). 2 Bände. MAA Press, Providence RI 2019–2022, ISBN 978-1-4704-4352-8 (Bd. 1), ISBN 978-1-4704-4382-5 (Bd. 2).